# Stanisław Strawiński
Stanisław Strawiński (* um 1736; † nach 1773) war ein polnischer Adliger und Patriot sowie Teilnehmer der Konföderation von Bar.

## Leben
Stanisław Strawiński, Sohn des Franciszek Tadeusz Strawiński, Enkel des Leon Bazyli Strawiński (* 1699; † 1736), Schwertträger von Troki und Erbherr auf Trzeciakiszki in Litauen und der Katarzyna Woydziewicz, gehörte der Familie Strawiński mit Wappen Sulima an, die ihren Ursprung wohl in bei Troki in Litauen hatte, wo ab der Mitte des 17. Jahrhunderts Angehörige urkundlich genannt werden. Er war (Titular) Rittmeister des Kreises Stare Duby in der ehemaligen Woiwodschaft Smoleńsk, welche 1654 endgültig an Russland kam. Als Mann von Mitte dreißig schloss er sich der Konföderation von Bar an und wurde Organisator und Befehlshaber der kurzzeitigen und fast unblutigen Entführung des polnischen König Stanisław August Poniatowski in der Nacht 3. zum 4. November 1771 in Warschau durch Aufständische.
Für diese Tat wurde ihm in Abwesenheit der Adelstand aberkannt. Ebenfalls in Abwesenheit wurde er gemeinsam mit Kazimierz Pułaski sowie zwei weiteren patriotischen Offizieren zum Tode u. a. durch Vierteilung, sowie Kastration der männlichen Kinder soweit es welche geben sollte, damit das Geschlecht der potentiellen „Königsmörder“ aussterbe, verurteilt. Der Vollstreckung konnte er sich nachhaltig entziehen.
Seine Flucht führte ihn nach Litauen, wo er verschwand. Unbestätigter Legende nach ging er danach entweder nach Rom und wurde Priester oder heiratete in Litauen eine Ewa Zaborska. Vereinzelt wird er als Urgroßvater von Igor Strawinski genannt, was jedoch im sehr ausführlichen Beitrag im Polski Słownik Biograficzny zu ihm keinerlei Erwähnung findet. Abgesehen davon, dass es sich um eine Verwechslung mit einem anderen Stanisław Strawiński handelt, ist auch dieser als Urgroßvater des Komponisten fraglich.

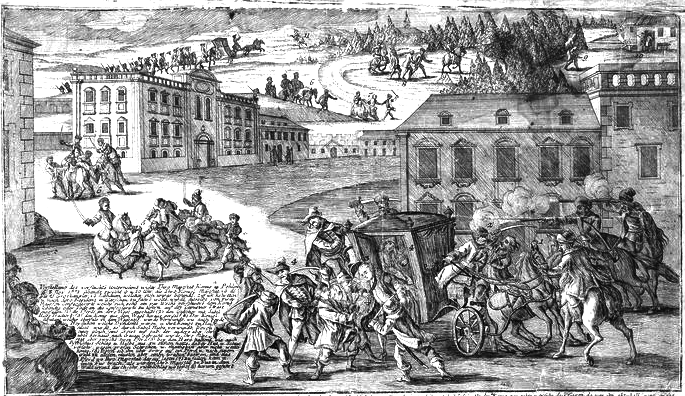
Illustration zur Entführung Stanisław Poniatowskis